# كانتون سانت غالن
كانتون سانت غالن. هو واحد من كانتون سويسرا.